# Cassata di Oplontis (affresco)
La Cassata di Oplontis è un affresco rinvenuto negli Scavi archeologici di Oplonti a Torre Annunziata, nella Città metropolitana di Napoli.

## La storia
L'affresco della villa d'otium attribuita a Poppea Sabina, raffigura un dolce poggiato in un vassoio d'argento, che per la forma sembra ricordare una cassata, ma la pasta di mandorle anziché essere verde, è rossa.